# Puente de Génave
Puente de Génave is een gemeente in de Spaanse provincie Jaén in de regio Andalusië met een oppervlakte van 39 km². Puente de Génave telt 2.216 inwoners (1 januari 2016).